# Озолс, Карлис (дипломат)
Ка́рлис О́золс (латыш. Kārlis Ozols, 8 мая 1882, Велькенская волость, Венденский уезд, Лифляндская губерния — 23 июня 1941) — латышский дипломат, посол в Вашингтоне, чрезвычайный посланник и полномочный министр в Москве. Его старший брат — Антонс Озолс (1878 — 1956) — юрист, политик и общественный деятель, военный министр Латвии (1928–1929) и министр юстиции (1933–1934). 

## Биография
Сын крестьянина. В 1900 году окончил школу в селе Ирлава Тукумского района. В Уфе он учился в геодезическом училище. В 1907 году экстерном окончил реальное училище в Санкт-Петербурге и поступил в Рижский политехнический институт, который окончил в 1914 году, получив диплом инженера-технолога. Одновременно с этим в период 1906—1913 годов работал на заводах в России. В 1915 году был командирован в качестве специалиста Главным артиллерийским управлением в США.
В 1918 году К. Озолс основал Общество российских инженеров в Америке и был избран его первым председателем. Много писал о Латвии в американской прессе, контактировал и сотрудничал с организациями соотечественников. 
В 1919 году он был делегатом Латвии в США на Парижской мирной конференции. После объявления независимости Латвийской Республики, в 1920 году стал представителем правительства Латвии в США. Тогда же назначен председателем реэвакуационной комиссии в Москве. На основании мирного договора между Латвией и Россией, заключенного 11 августа 1920 года, комиссия, состоявшая из 19 человек, должна была обеспечить возврат латвийского имущества, вывезенного в глубь Российской империи во время Первой мировой войны. 
В 1923—1929 годах занимал должности посла, чрезвычайного посланника и полномочного министра Латвии в СССР, заключал договора о ненападении и торговле. 
В 1924 году он писал в конфиденциальном докладе в Министерство иностранных дел Латвии: «Живя в Москве и наблюдая, как действует Коммунистическая партия, какие средства и железную энергию она использует для укрепления своей власти, нельзя не оглядываться с сожалением как на мелкие и мелкие споры и недоразумения наших внутренних партий, так и на отношения великих держав с Россией до сих пор. В обстановке взаимной конкуренции нам не видно, как противник, выступая единым фронтом, становился все сильнее и сильнее. Пока Европа и Америка не будут иметь одинаковых взглядов на коммунизм и его опасности и не будет создан единый фронт, коммунизм будет продолжать развиваться и будет угрожать всему миру».
Еще более резко К. Озолс высказался в своем письме от 27 января 1926 года президенту Янису Чаксте: «В Европе все еще бытует ложное представление, что большевики постепенно европеизируются. Россия со своими ногами и гигантским туловищем лежит в Азии и принадлежит Азии со своим равнодушием, медленной и ленивой походкой, сном, грязью, дикостью, варварством, абсолютизмом и другими азиатскими чертами».
11 апреля 1929 года он оставил пост посла, но продолжил заниматься политикой. По его инициативе в апреле 1933 года в Риге была основана организация «Балтийский союз», которая считала своей задачей поддержку сотрудничества Латвии, Литвы и Эстонии в политической, культурной и экономической областях.  В 1933 и 1934 годах были изданы два выпуска бюллетеня «Балтийский союз» с текстом параллельно на латышском, эстонском, литовском, английском или французском языках.  
В марте 1934 года К. Озолс совершил поездку в Западную Европу, где прочел лекции в Королевском институте международных отношений в Лондоне и в Международной дипломатической академии в Париже.  
В октябре 1934 года, после переворота Улманиса, попал в опалу и был уволен со службы в МИДе. Автор публикаций о странах Балтии в журналах «Дипломатическая академия», «Международная жизнь».
После оккупации Латвии Советским Союзом, 25 августа 1940 года был арестован. 17 октября того же года переведён в тюрьму в Москве. 23 июня 1941 года Военной коллегией Верховного Суда СССР приговорён к смертной казни.

#### Семья
Жена — Мария Николаевна Ралль (1886, Уфа—1970, Литва, СССР), племянница (дочь сестры) Вячеслава Александровича Кугушева.
Дети: 
- Александр (1907, Латвия—1965, США).
- Мария (1908, Уфа—1997, США; похоронена в Риге). Ее муж (с 1932)  — Янис Беньяминьш (Jānis Benjamiņš; 1892–1942), журналист, сын Антона Беньямина, издателя и коммерсанта; в 1941 году арестован, умер в тюрьме в Астрахани.[4][5] Их потомки живут в Латвии.
- Евгения (1910—?)